# Štír tlustorepý
Štír tlustorepý (Androctonus australis) je silně jedovatý druh štíra, žijící v severní Africe. Ve své domovině má na svědomí 80 % úmrtí po bodnutí štírem. Zároveň je nejčastěji chovaným štírem rodu Androctonus. Může mít až šedesát mláďat. Lze jej snadno zaměnit s příbuzným Androctonus amoreuxi. V místech svého výskytu je velice hojný. Žije skrytým způsobem života, nejčastěji obývá nory, které si sám hloubí, ale nepohrdne ani úkryty pod kamenem. Tento štír se dožívá vysokého věku. Nejvyšší doložený věk štíra patří právě tomuto druhu, ale u velkých klidných neškodných štírů Hadogenes troglodytes je délka života ve volné přírodě odhadována na 25 až 30 let.

## Chov
K chovu je vhodné pouštní terárium o rozměrech 30 × 20 × 20 cm (d. v. š). Jako podklad je vhodná vyšší vrstva písku, jelikož Androctonus australis rád hrabe. Denní teplota 30-35 °C, noční 25 °C. Nutná je minimální vlhkost. Vodu je třeba dodávat rosením přibližně jednou měsíčně. Štíry je vhodné chovat samostatně.